# Ненмаврић
Ненмаврић (алб. Nënmavriq) је насељено место у општини Скадар у округу Скадар, Албанија. Према попису из 1989. године било је 711 становника.
Ненмаврић су једно од насеља племена Шаља.